# Sverige i olympiska sommarspelen 1968
Sverige vid Olympiska sommarspelen 1968 tog två guldmedaljer, en silver- och en bronsmedalj.

## Medaljer
|         | Guld | Silver | Brons | Totalt |
| ------- | ---- | ------ | ----- | ------ |
| Sverige | 2    | 1      | 1     | 4      |

### Guld
- Björn Ferm - Modern femkamp, individuellt
- Jörgen Sundelin, Peter Sundelin och Ulf Sundelin - Segling, 5,5 meters-klassen

### Silver
- Erik Pettersson, Gösta Pettersson, Sture Pettersson och Tomas Pettersson - Cykling, lagtempo 100 km

### Brons
- Gösta Pettersson - Cykling, landsväg individuellt

## Deltagare
Följande 100 deltagare var med i Sveriges trupp vid olympiska sommarspelen 1968.

- Anders Gärderud – Friidrott
- Arne Karlsson – Skyttesport
- Arne Orrgård – Skyttesport
- Arne Robertsson – Brottning
- Arne Åkerson – Segling
- Bengt Palmquist – Segling
- Bengt Persson – Friidrott
- Bernt Lindelöf – Kanot
- Bertil Nyström – Brottning
- Björn Ferm – Modern femkamp
- Bo Forssander – Friidrott
- Bo Johansson – Tyngdlyftning
- Bo Westergren – Simning
- Börje Nilsson – Skyttesport
- Carl Von Essen – Fäktning
- Carl-Axel Palm – Boxning
- Christer Jönsson – Gymnastik
- Curt Söderlund – Cykel
- Dicki Sörensen – Fäktning
- Elisabeth Berglund – Simning
- Elisabeth Ljunggren – Simning
- Eric Zeidlitz – Kanot
- Erik Fåglum – Cykel
- Evert Lindgren – Gymnastik
- Finn Johannesson – Gymnastik
- Gunilla Cederström – Friidrott
- Gunnar "Dodde" Broberg – Segling
- Gunnar Larsson – Simning
- Gunnar Utterberg – Kanot
- Gösta "Fåglum" Pettersson – Cykel
- Hans Ljungberg – Simning
- Hans Jacobson – Modern femkamp
- Hans Nilsson – Kanot
- Hans Tegeback – Simning
- Hans-Gunnar Liljenvall – Modern femkamp
- Ing-Marie Blom – Kanot
- Ingrid Wännström – Simning
- Ingvar Eriksson – Simning
- Janne Karlsson – Brottning
- Jan-Erik Karlsson – Friidrott
- Janne Kårström – Brottning
- John Albrechtsson – Segling
- John-Erik Blomqvist – Friidrott
- Jupp Ripfel – Cykel
- Jörgen Kolni – Segling
- Jörgen Sundelin – Segling
- Karin Lundgren – Friidrott
- Kenneth Lundmark – Friidrott
- Kerstin Palm – Fäktning
- Kjell Fredriksson – Boxning
- Kjell Isaksson – Friidrott
- Kurt Johansson – Skyttesport
- Lars Andersson – Kanot
- Lars-Erik Larsson – Fäktning
- Lars-Olof Höök – Friidrott
- Leif Larsson – Skyttesport
- Lennart Eisner – Segling
- Lennart Hedmark – Friidrott
- Lester Eriksson – Simning
- Lotten Andersson – Simning
- Marie Lundqvist – Gymnastik
- Matti Poikala – Brottning
- Olle Ferm – Simning
- Orwar Lindwall – Fäktning
- Ove Berg – Friidrott
- Ove Emanuelsson – Kanot
- Ove Johansson – Tyngdlyftning
- Pelle Petterson – Segling
- Per Larsson – Kanot
- Pelle Svensson – Brottning
- Peter Feil – Simning
- Peter Kolni – Segling
- Peter Sundelin – Segling
- Ragnar Svensson – Brottning
- Ricky Bruch – Friidrott
- Roland Svensson – Brottning
- Rolf Edling – Fäktning
- Rolf Peterson – Kanot
- Rose-Marie Holm – Gymnastik
- Solveig Egman-Andersson – Gymnastik
- Stefan Ingvarsson – Friidrott
- Sten Karlsson – Skyttesport
- Stig Berntsson – Skyttesport
- Stig Lindberg – Friidrott
- Sture Fåglum – Cykel
- Sven Hanson – Segling
- Sven Johansson – Skyttesport
- Sven von Holst – Simning
- Thomas Johnsson – Simning
- Tomas Fåglum – Cykel
- Tord Anderson – Simhopp
- Tord Sahlen – Kanot
- Ulf Norrman – Segling
- Ulf Sundelin – Segling
- Ulla-Britt Wieslander – Friidrott
- Vera Kock – Simning
- Waldemar Califf – Skyttesport
- Yvonne Wernersson – Simning
- Åke Nilsson – Friidrott
- Åke Sandin – Kanot
- Örjan Andersson – Friidrott